# Чаплинка (річка)
Ча́плинка — річка в Україні, в межах Самарівського та Дніпровського районів Дніпропетровської області. Ліва притока річки Протовча, руслом якої тепер тече Оріль (басейн Дніпра).

## Опис
Довжина річки 45[джерело?] км. Річка рівнинного типу. У пониззі численні меандри, є острови. Течія спокійна. Живиться талими снігами та дощовими водами. Навесні рівень води значно піднімається, що призводить до затоплень окремих територій. Влітку, особливо в посушливі пори, річка пересихає. Споруджено кілька ставків.

## Розташування
Чаплинка бере початок у селі Оленівка. Тече спершу на південь, далі — на південний захід, у пониззі — переважно на захід. Впадає до Протовчі (Орілі) на південний захід від селища Петриківка.

## Притоки
- Балка Чаплинка, Балка Суха (праві); Балка Тернова (ліва).

Над Чаплинкою розташовані селища Магдалинівка і Петриківка, а також села: Оленівка, Шевченківка. Любомирівка, Чаплинка, Хутірське, Мала Петриківка.